# Magdalena (Beni)
Magdalena ist eine Kleinstadt im Departamento Beni im Tiefland des südamerikanischen Anden-Staates Bolivien.

## Lage im Nahraum
Magdalena ist zentraler Ort des Landkreises (bolivianisch: Municipio) Magdalena und Sitz der Verwaltung der Provinz Iténez. Die Stadt liegt auf einer Höhe von 144 m am linken, westlichen Ufer des Río Itonomas, der in nördlicher Richtung fließt und 225 Kilometer flussabwärts in den Río Iténez mündet. 

## Geographie
Magdalena liegt im bolivianischen Tiefland knapp einhundert Kilometer südwestlich der Grenze zu Brasilien. Das Klima im Raum Magdalena ist gekennzeichnet durch eine für die Tropen typische ausgeglichene Temperaturkurve mit nur geringen Schwankungen.
Das jährliche Temperaturmittel beträgt knapp 27 °C, die Monatswerte schwanken zwischen 25 °C im Juni/Juli und 28 °C im Monat Oktober (siehe Klimadiagramm Magdalena). Der Jahresniederschlag beträgt mehr als 1400 mm, mit einer deutlichen Feuchtezeit von November bis März und einer Trockenzeit in den Monaten Juni bis August.

## Verkehrsnetz
Magdalena liegt in einer Entfernung von 293 Straßenkilometern nordnordöstlich von Trinidad, der Hauptstadt des Departamentos.
Von Trinidad aus führt die Fernstraße Ruta 9 über 211 Kilometer in nördlicher Richtung über San Javier und San Pedro Nuevo nach San Ramón. Hier zweigt eine unbefestigte Landstraße nach Osten ab, die nach 82 Kilometern Magdalena erreicht und weiter in südöstlicher Richtung nach Huacaraje führt.

## Bevölkerung
Die Einwohnerzahl der Stadt ist in den letzten beiden Jahrzehnten um etwa ein Drittel angestiegen:
| Jahr | Einwohner | Quelle       |
| ---- | --------- | ------------ |
| 1992 | 4.344     | Volkszählung |
| 2001 | 4.379     | Volkszählung |
| 2012 | 5 516     | Volkszählung |
| 2024 |           | Volkszählung |